# Federazione calcistica della Russia
La Unione Russa di Calcio (in russo Российский Футбольный Союз?, Rossijskij Futbol'nyj Sojuz, "Unione calcistica russa") è l'organismo di governo del calcio in Russia ed è diretta continuazione, per titolo sportivo e organizzazione, della Federazione calcistica dell'Unione Sovietica.
Ad essa compete l'organizzazione dei campionati nazionali e delle rappresentative nazionali russe.

## Storia

### Origini
La Federazione calcio di tutte le Russie (in russo Всероссийский футбольный союз?, Vserossijckij Futbol'nyj Sojuz, acronimo VFS) viene fondata il 6 gennaio 1912 a San Pietroburgo dai rappresentanti delle leghe calcio. Il 17 luglio 1912 la VFS diventa membro della FIFA, e la nazionale russa prende parte ai Giochi olimpici che hanno luogo in quell'anno. La VFS rimane in attività per soli cinque anni, durante i quali si occupa dell'organizzazione di due campionati russi. A contendersi la vittoria finale ci sono squadre composte dai migliori giocatori delle città più importanti. Nel 1912 il titolo va alla squadra di San Pietroburgo, mentre l'anno successivo è la rappresentativa di Odessa a vincere. Nel 1914 il campionato viene sospeso in seguito allo scoppio della prima guerra mondiale.

### La nazionale al debutto
Dopo la rivoluzione del 1917 la federazione confluì nella Federazione calcistica dell'Unione Sovietica (in russo Федерация футбола СССР?, Federacija Futbola SSSR, acronimo FFSSSR). Tuttavia bisogna attendere fino al 1922 per assistere di nuovo a delle competizioni calcistiche in Russia. Il primo campionato sovietico, nel 1923, viene vinto da una squadra della città di Mosca, mentre nell'agosto 1931 la rappresentativa nazionale disputa la sua prima partita contro la Turchia. Nel 1947 la federazione si iscrisse alla FIFA e nel 1954 alla UEFA.

### Competizioni per club
Le squadre in attività prima del 1917 non esistono più e le competizioni per squadre di club vengono riorganizzate solo negli anni trenta. È il 1936, infatti, l'anno del primo campionato dell'Unione Sovietica, gestito dall'organo che sovrintende a tutti gli sport, il Consiglio Supremo Centrale per la Cultura Fisica, istituito nel 1929.

### Nuovi cambiamenti
Nel 1935 viene reintrodotto un organo per la gestione del calcio nella sola Russia, quando la sezione calcio del Ministero dello Sport avvia un programma di centralizzazione di tutte le attività legate al calcio nel paese. La struttura rimane in vita fino al 1959, quando la Federcalcio sovietica (FFSSSR) acquisisce lo status di organo indipendente, prima di essere, cinque anni dopo, incorporata di nuovo nel Ministero dello Sport. Negli anni a venire ci saranno, poi, altri cambiamenti.

### Il crollo del comunismo
Gli accadimenti politici che si verificano alla fine degli anni ottanta e all'inizio dei novanta portano al crollo dell'impero sovietico e, conseguentemente, alla nascita di nuovi stati indipendenti e di nuove federazioni calcio. La RFS viene creata nel febbraio 1992 e assume i compiti e le funzioni dell'ex FFSSSR.

### Campionato europeo
Dopo che la Nazionale dell'URSS si qualifica per le fasi finali del Campionato Europeo UEFA 1992, si decide che in Svezia giocherà la rappresentativa dell'Associazione delle Federazioni calcistiche della comunità degli stati indipendenti, con la denominazione "CSI" (Comunità degli Stati indipendenti). La Russia prende parte a EURO 96 in Inghilterra e nel 2003 si qualifica per EURO 2004 in Portogallo.